# Palmarito Mineral
Palmarito Mineral är en ort i Mexiko.   Den ligger i kommunen Mocorito och delstaten Sinaloa, i den västra delen av landet, 1 100 km nordväst om huvudstaden Mexico City. Palmarito Mineral ligger 104 meter över havet och antalet invånare är 386.
Terrängen runt Palmarito Mineral är platt åt sydväst, men åt nordost är den kuperad. Runt Palmarito Mineral är det ganska glesbefolkat, med 26 invånare per kvadratkilometer. Närmaste större samhälle är Guamúchil, 16,3 km sydväst om Palmarito Mineral. I omgivningarna runt Palmarito Mineral växer huvudsakligen savannskog.